# ماندوریا
ماندوریا (به ایتالیایی: Manduria) یک کومونه در ایتالیا است که در استان تارانتو واقع شده‌است.

## خصوصیات
ماندوریا ۱۹۷ کیلومترمربع مساحت و ۳۱٬۷۲۱ نفر جمعیت دارد و ۷۹ متر بالاتر از سطح دریا واقع شده‌است.